# 磁石男
『磁石男』（じしゃくおとこ）は、2014年6月13日21:00 - 22:54（JST、以下略）に日本テレビ系列で放送された日本の単発スペシャルテレビドラマである。『金曜ロードSHOW!』で放送された特別ドラマ企画の第8作である。
2015年9月18日21:00 - 22:54に、続編『磁石男2015』が同じく「金曜ロードSHOW!」枠で特別ドラマ企画として放送された。

## 概要
磁石には、N極とS極の二つの磁極がある。これらの磁極は単独で存在することはなく、必ず両極が一緒になって磁石を構成する。地球上の男女もまたしかりである。
舞台は、週末農業体験を通じた婚活イベントを開催している農場。
毒舌ながら人間の付き合いの本質を的確に見抜く若き農場主人と、恋愛イコール条件と信じて自分磨きに努力する三十路女を軸足にしてドラマは進む。

## キャスト
大庭壮介
演 - 向井理
大庭ファーム主人。父の形見の苗を育てるため、綺麗な環境を求めて八ヶ岳で農園「大庭ファーム」を営む農業青年。人の本質や相性を見抜く才能に長けており、「磁石男」と呼ばれる。しかし、自身の恋愛に関しては苦手なようで独身。現在は牛の「ウシ子」と幼馴染の辰之助と暮らしている。
小日向しおん
演 - 相武紗季
結婚相談所相談員。「磁石男」の異名を持つ壮介の存在を知り、彼の農園で婚活イベントを開く事を企画する。
氷室浩太朗
演 - 要潤
しおんが勤務する結婚相談所「BRAVE」の社長。しおんの大学時代の憧れの先輩。
高木ノボル
演 - 三宅弘城
婚活イベントの常連オネエ系。しおんと壮介の仲を応援している。
内川五郎
演 - 佐野史郎
婚活イベントの常連。広告代理店取締役。しおんと壮介の仲を応援している。
進藤辰之助
演 - 青柳翔
壮介の幼馴染で農協職員。農園を開いた壮介を追いかけ彼と暮らしている。壮介の良き理解者。
高倉由季子
演 - 伊藤麻実子
婚活イベントの参加者。しおんの友人。

### ゲスト
2014年版
- 大庭ファームの近所の老夫婦（劇中ナレーション）：藤村俊二、草村礼子
- 能世あんな、朝倉えりか、中島ひろ子、宮崎吐夢、芽夢ちさと、野呂佳代、清水一希、南羽翔平、小柳心、佐伯大地、ダレアレ悟、田辺愛美、藤田真文、林真美、徐梨恵、近藤緑 ほか

2015年版
大島マリ子
演 - りょう
婚活イベント参加者。美人のキャリアウーマンだが、自信過剰な面があり、初対面の男性に対して女房気取りの態度を取るなどして失敗してしまい、婚活事業部に「詐欺だ」とクレームをつける。
佐伯
演 - 桐山漣
アメリカ帰りで語学堪能なヤリ手社員。
北島あゆみ
演 - 松岡茉優
婚活事業部の若手社員で24歳。堅実主義で20代のうちに結婚したいと考えている。
小日向ユリ
演 - 倍賞美津子
しおんの祖母。69歳。しおんと壮介の仲を見守る。
婚活イベント参加者
演 - 磯山さやか、ざわちん
- 戸田昌宏、鈴木アキノフ、黒田大輔、ACHOU、建みさと、関口アナム、上間凜子、真柴幸平、佐伯大地、ダレアレ悟 ほか

## オールスタッフ
- 脚本 - 樫田正剛
- 演出 - 中島悟
- 2014年版撮影協力 - JA愛知みなみ、田原市、渥美半島観光ビューロー、どうまい牛乳田原酪農部会、田原牛肥育倶楽部 ほか

農業指導 - 田中智和、鈴木教広
乳牛指導 - 河合重昭、河合牧場、伊藤牧場
- 2015年版撮影協力 - JA長野八ヶ岳、北杜市フィルムコミッション、南牧村観光協会、滝沢牧場 ほか
- サウンドデザイン - 石井和之
- 乗馬指導 - 佐々木修平
- 技術協力 - NiTRo
- 美術協力 - 日テレアート
- 音響効果 - スポット
- CG - 岡野正広、熱田健太郎
- 企画 - 鈴間広枝（日本テレビ）
- 協力プロデューサー - 廣瀬雄（ハートビートピクチャーズ）
- チーフプロデューサー - 伊藤響
- プロデューサー - 三上絵里子、柳内久仁子（AXON）、松永洋一(R.I.Sエンタープライズ)
- 制作協力 - 日テレアックスオン、R.I.Sエンタープライズ（2015年版）
- 製作著作 - 日本テレビ